# Nestea
Nestea é uma marca de chá gelado produzido e distribuído pela Nestlé em uma "joint venture" com The Coca-Cola Company. Ela compete com a marca Lipton Ice Tea, pertencente à PepsiCo. Seu nome é resultante da fusão das palavra "Nestlé" e "tea" (chá, em inglês).   
É uma marca apresentada em uma extensa lista de produtos, tanto em linhas convencionais ou diets, incluindo concentrados de chá em pó, chás com refrigerantes e chás prontos para beber. Pode ser apresentada em diversos sabores, dependendo do país onde é comercializada.

## MarcaNesteano Mundo
Nestea está disponível na África do Sul, Alemanha, Aruba, Austrália, Áustria, Bélgica, Bósnia & Herzegovina, Brasil, Bulgária, Canadá, Cazaquistão, Chile, China, Chipre, Colômbia, Coreia do Sul, Costa Rica, Croácia, República Checa, Dinamarca, Equador, Eslováquia, Espanha, Estônia, Filipinas, Finlândia, França, Guiana Francesa, Guiné Equatorial, Grécia, Guadalupe, Guam, Hong Kong, Hungria, Ilhas Cayman, Ilhas Mariana, Ilhas Virgens Americanas, Índia, Indonésia, Irlanda, Islândia, Israel, Itália, Letônia, Líbano, Lituânia, Luxemburgo, Macau, Malta, Martinica, México, Marrocos, Países Baixos, Noruega, Panamá, Polônia, Portugal, Reunião, Romênia, Rússia, São Cristóvão e Nevis, Sérvia, Suécia, Taiwan, Tailândia, Turquia, Turcas & Caicos, Ucrânia, Peru, Estados Unidos e Venezuela.. Sendo que, os maiores mercados, são Estados Unidos, Canadá, Austrália, Taiwan, Itália, Espanha, Suíça, Alemanha e Vietname.

### Variações
No Sri Lanka Nestea é comercializado de maneira bastante diferente, sendo servido quente misturado com leite ou água. O produto é elaborado e distribuído pela Nestlé Lanka (Pvt) Ltd.
Outro produto instantâneo à base de chá com a marca Nestea (sem açúcar e leite) foi comercializado pela Nestlé no Reino Unido por alguns anos na década de 1970. Contudo, o produto não obteve sucesso e foi subseqüentemente retirado do mercado.

### Linha de produtos por país
A linha de produtos varia de acordo com o mercado de cada país, apresentando, deste modo, algumas variações, embora alguns sabores como limão, pêssego, laranja, berries e chá verde sejam bastante recorrentes.
- Alemanha: Nestea Zitrone (limão)[4], Nestea Pfirsich (pêssego), Nestea Weißer Pfirsich Light (White Peach), Nestea Grüntee (chá verde) e Nestea Waldfrucht (Wild Berries);

- Austrália: Nestea Lemon Lime Tea (lima-limão), Nestea Peach Tea, Nestea Peach Mango Tea, Nestea Pear & Honey Tea, Nestea Green Tea (chá verde), Nestea Green Tea Mango e Nestea Green Tea Lemon (chá verde e limão);

- Áustria: Nestea Zitrone (limão), Nestea Pfirsich (pêssego) e Nestea Snowy Orange (sabor laranja, disponível somente no inverno);

- Bélgica: Nestea Lemon[5] (limão), Nestea Sparkling e Nestea Peach Light (pêssego light).

- Brasil (Marca introduzida no país pela Coca Cola e Nestlé em 2002 e passando para o controle exclusivo da Nestlé, por decisão do CADE, em 2010.[6],[7] ): Nestea Limão, Nestea Limão Light, Nestea Pêssego, Nestea Pêssego Light, Nestea Tangerina, Nestea Maracujá, Nestea Mate (disponível somente no Rio de Janeiro) e Nestea Mate Light (também disponível somente no Rio de Janeiro)

- Bulgária: Nestea Лимон (limão), Nestea Праскова (pêssego), Nestea Горски Плодове (Wild berries), Nestea Vitao Зелен Чай (chá verde) e Nestea Vitao Червен Чай (chá vermelho).

- Canadá: Nestea Lemon (aroma natural de limão), Nestea Zero (bebida de caloria zero adoçada com Splenda), Nestea Green Tea (aroma natural de limão), Nestea Vitao Fuji Apple (enhanced iced green tea), Nestea Vitao Acai Blueberry (enhanced iced red tea), Nestea Vitao Mandarin Orange (enhanced iced white tea), Nestea Cool Lemon e Nestea Cool Zero Mixed Berry (0-calorie alternative).

- Cazaquistão[8]: Nestea Lemon (limão), Nestea Peach (pêssego), Nestea Berries (“berries”) e Nestea Green Citrus.

- Chile (marca introduzida em 2007): Nestea Limón (limão), Nestea Durazno (pêssego) e Nestea Light Limón (limão light).

- Colômbia: Nestea Limón (limão), Nestea Durazno (pêssego), Nestea Naranja (laranja), Nestea Té Verde de Limón (chá verde e limão).

- Coreia do Sul[9]: Nestea Peach (pêssego), Nestea Honey Pear, Nestea Lemon (limão) e Nestea Black Current.

- Croácia: Nestea Limun (limão), Nestea Breskva (pêssego), Nestea Naranča (laranja), Nestea Crni Ribizl (Blackberry, até 2006) e Nestea Vitao (chás verde e branco apenas).

- Dinamarca: Nestea Lemon (limão), Nestea Peach (pêssego), Nestea White Peach (sem açúcar), Nestea Hyldeblomst (elder flower) e Nestea Vitao.

- Eslovênia: Nestea Breskev (pêssego), Nestea Limona (limão) e Nestea Vitao.

- Espanha: Foi introduzida no mercado local em 1993 pela Coca-Cola Nestlé Refreshments, uma empresa criada pela Coca Cola e Nestlé.[10] The V&T line has been developed in Spain and is only marketed here: Nestea al Limón (limão), Nestea al Limón Sin Azúcar (limão sem açúcar) - 1994, Nestea Desteinado al limón sin Azúcar (sugar-free and theine-free lemon). Worldwide launch in july 2009. [11], Nestea al Melocotón (p~êssego) - 1994, Nestea a la Naranja (laranja) - 2002, Nestea V&T Té Verde a la Granada (ch´s verde e  pomegranate) - 2006, Nestea V&T Té Verde a la Manzana (chá verde e maçã) - 2006, Nestea Mango-Piña (somente nas Ilhas Canárias) - 2007, Nestea Cool al Limón (limão) - 2008 e Nestea Cool al Naranja (laranja) - 2009.

- Filipinas: nas Filipinas Nestea é envasado pela the Coca-Cola Bottlers Phils, Inc.:  Nestea Lemon (limão), Nestea Lemonade - phased out in 2005, Nestea Serenity Green Tea (chá verde) - disponível em pó e vendido em algumas lojas somente, Nestea Ice (Calamansi), Nestea Ice (limão), Nestea Ice (chá verde), Nestea Lemonade Pink (pomelo) - phased out in 2004, Nestea Lemonade with Tangerine - phased out in 2004, Nestea Light - available only in bottled, Nestea Blast (laranja) - 200ml Doy pack, Nestea Blast (maçã) - 200ml Doy pack, Nestea Fit (maçã, laranja e limão) - 1 liter/pack e Nestea Real Leaf Green Tea - 480mL/1L bottle (mel com limão, mel com lichia e mel com maçã).

- França: Nestea Pêche Blanche (pêssego)[12] e Nestea Pêche Blanche Light.

- Grécia: Nestea Lemon (limão) e Nestea Peach (pêssego).

- Hong Kong: Nestea Lemon (limão), Nestea Ice Rush Lemon, Nestea Honey Citron, Nestea Honey Pear e Nestea Apple (maçã).

- Hungria: Nestea Lemon[13] (limão), Nestea Peach' (pêssego)', Nestea Blackcurrant, Nestea Green Tea (chá verde), Nestea Snowy Plum (edição limitada de inverno) e Nestea Vitao.

- Irlanda: Nestea Iced Tea & Lemon[14], Nestea Iced Tea & Red Fruits e Nestea Green Tea.

- Índia: Nestea Limboo (limão) e Nestle instant green tea (chá verde).

- Israel: Nestea Limon (limão), Nestea Diet Limon (limão Diet), Nestea Afarsek (pêssego), Nestea Diet Afarsek, Nestea Passiflora Mango (maracujá e manga), Nestea Mango Annanas (manga e abacaxi), Nestea peach (pêssego) e Nestea mint (continued 2010).

- Itália: Nestea Limone (limão) e Nestea Pesca (pêssego).

- Letônia: Nestea Lemon (limão), Nestea Peach (pêssego), Nestea Green Tea (chá verde), Nestea Red Tea (chá vermelho), Nestea White Tea (chá branco), Nestea Vitao Fuji Apple (enhanced iced green tea), Nestea Vitao Acai Blueberry (enhanced iced red tea), Nestea Vitao Mandarin Orange (enhanced iced white tea) e Nestea Vitao Strawberry & Aloe Vera (Morango e Aloe vera).

- Líbano Producido sob autorização da “Beverage Partners Worldwide (Europe) A.G.”: Nestea Fruit Cocktail.

- Lituânia: Nestea Citrinų (limão), Nestea Persikų (pêssego), Nestea Žalioji (chá verde), e Nestea Vitao Red Tea (chá vermelho).

- México: Nestea Limón (limão), Nestea Durazno (pêssego), Nestea Mandarina (tangerina), Nestea Mango (manga), Nestea Light Limón, Nestea Light Durazno, Nestea Light Mandarina, Nestea Naranja Freeze (laranja) - Edição limitada lançada para o Natal de 2006, Nestea Green Tea Lemon (chá verde e limão) e Nestea Green Tea Mango (chá verde e manga).

- Mongólia: Nestea Green Tea Lemon (chá verde e limão) e Nestea Peach (pêssego).

- Noruega: Nestea Lemon (limão), Nestea Peach (pêssego), e Nestea White Peach.

- Peru (marca introduzida em dezembro de 2009) Nestea Natural Lemon Flavor (aroma natural de limão).

- Polônia[15] [16]: Nestea Lemon (since 2003), Nestea Peach (since 2003), Nestea Green (desde 2005), Nestea Vitao Green Tea (desde 2008), Nestea Snowy Orange (edição limitada, desde o inverno de 2007), Nestea Vitao Red Tea (desde 2008), Nestea Vitao White Tea (desde 2008) e Nestea Mango-Pineapple (manga e abacaxi) (edição limitada, desde o verão de 2009).

- Portugal: Nestea Limão, Nestea Pêssego, Nestea Laranja e Nestea Manga e Ananás.

- Romênia: Nestea Lemon (limão), Nestea Peach (pêssego), 'Nestea Berries, Nestea Green Citrus, Nestea Vitao White e Nestea Vitao Red.

- Rússia: Nestea Lemon (limão), Nestea Peach (Pêssego), Nestea Berries, Nestea Green Citrus, Nestea Vitao Red, Nestea Winter (lemon+honey) - inverno 2006-07 e Nestea Mint.

- Sérvia e Montenegro

Envasado em Subotica, Sérvia, sob autoridade da Beverage Partners Worldwide (Europe) AG: Nestea Limun (limão) - garrafa de 0,5 l e caixa Tetra Brik de 1 l e Nestea Breskva (pêssego) - garrafa de 0,5 l e caixa Tetra Brik de 1 l.
- República Tcheca: Nestea Citrón (limão), Nestea Broskev (pêssego) e Nestea Vitao (chá verde, branco e vermelho).

- Suécia: Nestea Lemon (limão), Nestea Peach (pêssego), Nestea White Peach, Nestea Red Tea with Pear (a partir de abril de 2009) e Nestea Green Tea with Lemon (a partir de abril de 2009).

- Suíça: Nestea Lemon (limão)[17], Nestea Lemon Light (limão light), Nestea Peach (pêssego), Nestea Red Fruits (frutas vermelhas), Nestea Exotic Pineapple - Edição especial verão de 2007, Nestea Tropical Hibiscus - Edição especial verão de 2008[18]

- Taiwan: Nestea Lemon (limão), Nestea Double Lemon, Nestea Lemon Ice Rush e Nestea Pear Honey.

- Ucrânia: Nestea Lemon (limão), Nestea Peach (pêssego), Nestea Berries, Nestea Melon (melão) e  Nestea Watermelon (melancia).

- Reino Unido: Nestea Iced Tea & Lemon[14] e Nestea Iced Tea & Red Fruits.

- Estados Unidos: Nestea Sweet Tea - carton, powder, Nestea Sweet Tea with Lemon - RTD bottle, Diet Nestea with Lemon - RTD bottle, Nestea Unsweet - carton, powder, Nestea Citrus Green Tea - RTD bottle, Nestea Diet Citrus Green Tea - RTD bottle, Nestea Diet White Berry Honey - RTD bottle, Nestea Raspberry - carton, powder e Nestea Red Tea - RTD bottle.

- Venezuela: Nestea Powder, Nestea Lemon (limão), Nestea Peach (pêssego), Nestea Passion Fruit (maracujá), Nestea Orange (laranja), Nestea Pineapple (abacaxi) e Nestea Extreme (menta).

- Vietnã: Nestea Lemon (limão) e Nestea Lemon Mint.